# Бад-Карлсгафен
Бад-Карлсгафен (нім. Bad Karlshafen) — місто в Німеччині, знаходиться в землі Гессен. Підпорядковується адміністративному округу Кассель. Входить до складу району Кассель.
Площа — 14,85 км2. Населення становить 3587 ос. (станом на 31 грудня 2020).